# Floradorp

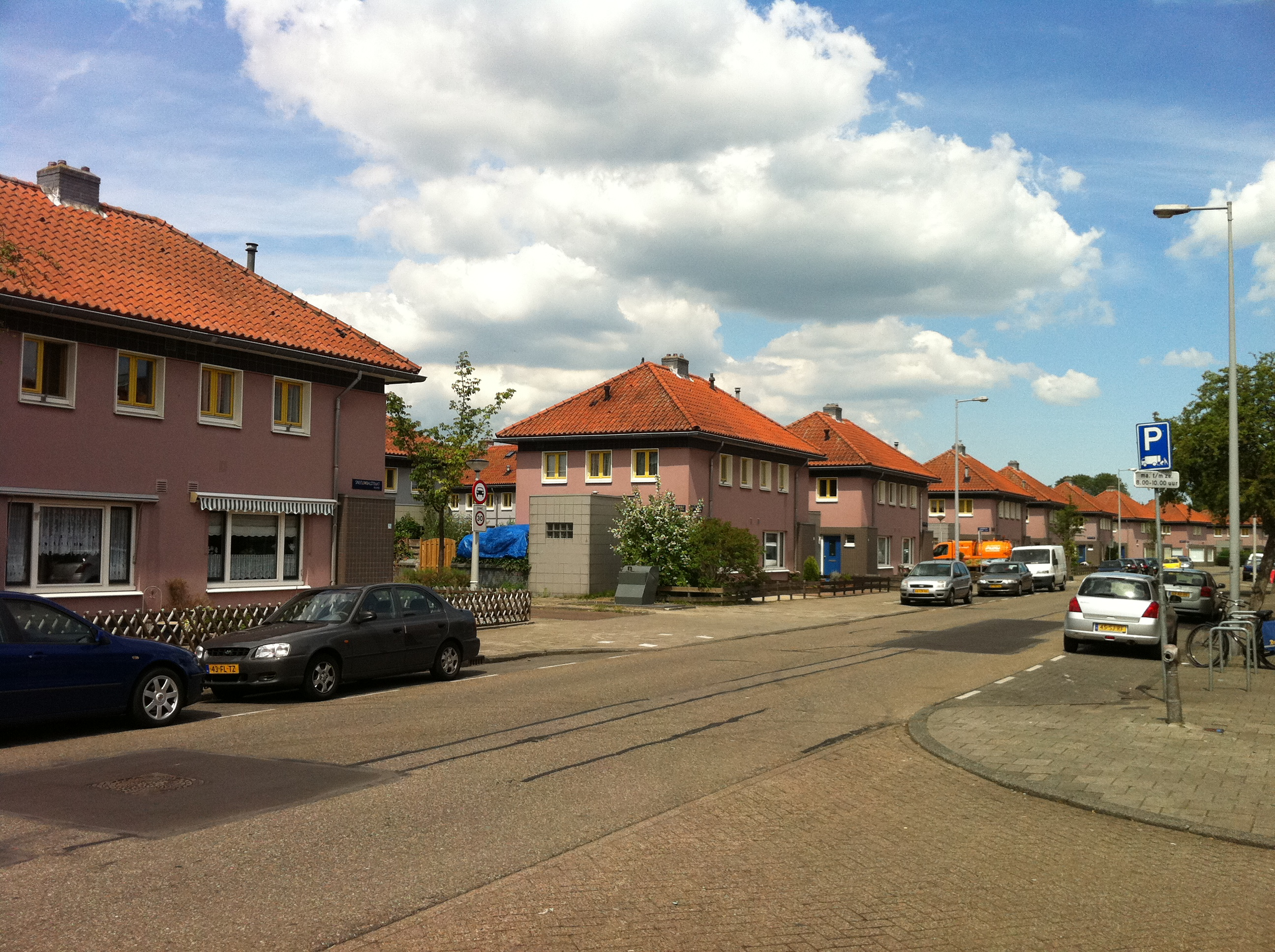
Soziale Mietwohnungen in Floradorp, Sneeuwbalweg

Floradorp (auch Bloemenbuurt genannt) ist ein Stadtteil in Amsterdam-Noord.

## Geschichte
Floradorp, früherer Name „Tuindorp Buiksloterham“, wurde zwischen 1900 und 1925 angelegt und gehört zu den Amsterdamer Gartenstädten (niederländisch Tuindorp). Das Viertel, auch Bloemenbuurt genannt, liegt zwischen dem Kamperfoelieweg, Johan van Hasseltweg, Sneeuwbalweg, dem Floraweg und wird im Volksmund auch de Rimboe genannt.
Schon in den Anfangsjahren (1920) erhielt der Stadtteil den Spitznamen Rimboe (deutsch Urwald), wahrscheinlich wegen der vielen Mücken und der dort auftretenden Malaria. Der Ursprung des Namens ist jedoch nicht mehr genau festzustellen. Die Bezeichnung kann auch entstanden sein wegen des hohen und übermäßigen Bewuchses in der Zeit, als das Gebiet noch nicht bewohnt war. Heute wird die Bezeichnung vielfach im Zusammenhang mit dort anwesenden Jugendbanden, wie den „Floraboys“ und den „De Petjes“ benutzt. Die Straßen in Floradorp sind oft nach Blumen genannt, unter anderem Dotterbloemstraat (Sumpfdotterblume), Bloemstraat (Blumenstraße), Pinksterbloemstraat (Wiesenschaumkraut), Kamperfolieweg (Geißblatt). 90 % der Wohnungen sind Sozialer Wohnungsbau.
Die ersten gebauten Wohnungen waren für festangestellte Arbeiter und ihre Familien gedacht und durften keinen „überflüssigen Luxus“ (zum Beispiel: Badezimmer) enthalten. Die Mieten waren dementsprechend niedrig und die einzelnen Zimmer klein (Minimumabmessungen). Zwischen 1927 und 1929 wurden dann 600 Wohnungen neu gebaut für größere Familien und 1995 die älteren Wohnungen renoviert.
In Floradorp liegt der Florapark sowie ein Schwimmbad, das Floraparkbad, ein Altersheim und ein Jugendzentrum. Die Dokumentation „Kerstmis in Floradorp“ (deutsch Weihnachten in Floradorp, 1997) wurde vom Nederlands Film Festival mit dem Filmpreis: Bester langer Dokumentarfilm (Gouden Kalf) für die „beste lange Documentatie“ ausgezeichnet.
Floradorp hatte am 1. Januar 2024 in Zuid (deutsch Süd) 2.340 und in Noord (Nord) 2.475 Einwohner.

### Floradorp/Bloemenbuurt
Über die Bezeichnungen Floradorp beziehungsweise Bloemenbuurt (deutsch Blumenviertel) gibt es verschiedene Auslegungen. Laut „Dienst Ruimtelijke Ordening“ (deutsch Bundesamt für Bauwesen und Raumordnung) sind es verschiedene Bezeichnungen für dasselbe Stadtviertel. Die Huurdersvereniging Floradorp (deutsch Mietervereinigung Floradorp) ist der Ansicht, dass Floradorp nur ein Teil der Bloemenbuurt ist. Publieksvoorlichting, Stadsdeel Noord sieht die Bloemenbuurt als großes Wohnviertel, das jedoch kein separates Viertel ist.
Der Autor Wil Swart schreibt, dass der frühere Polder Buiksloterham lediglich einige Bauernhöfe enthielt. 1903 wurde ein Rapport veröffentlicht, der das Gebiet nördlich vom IJ als Industriegebiet und als Wohnviertel für Arbeiterfamilien vorsah. 1929 wurde das Dorf Floradorp fertiggestellt.
Aus dem Archiv der Wohnungsbaugesellschaft Ymere geht hervor, dass das Viertel mit dem offiziellen Namen Tuindorp Buiksloterham angelegt wurde. Später erhielt es den Namen Floradorp. Da Floradorp mit „Rimboe“ (wegen hoher Arbeitslosigkeit, Armut und Kriminalität) assoziiert wurde, nannten die Bewohner das Gebiet Bloemenbuurt. Beide Bezeichnungen werden für den Stadtteil von Institutionen und Organisationen angewandt.
Zwischen 1918 und 1945 wurden in den Amsterdamer Gartenstädten (niederländisch Tuindorpen) rund 90.000 Wohnungen gebaut, darunter in Tuindorp Oostzaan, Floradorp, Disteldorp, Vogeldorp Nieuwendam und Buiksloot. Beide Autoren schreiben über Floradorp, ohne Hinweis auf die Bloemenbuurt, da der Name später entstanden ist.

## Weiterführende Literatur
- Josef Keulartz: Utopie. Utopisch denken, doen en bouwen in de twintigste eeuw. Veröffentlicht im 13. Jaarbuch von NIOD, Walburg Pers, 2002, S. 144–167.
- Wil Swart: Amsterdam-Noord 1850–1930. Uitgever: La Douze V.O.F., 2002, ISBN 978-90-71794-02-5.
- M. M. Bakker, F. M. van de Poll, Jan van Oudheusden: Architectuur en stedebouw in Amsterdam, 1850-1940. S. 74. Uitgeverij Waanders 1992.